# Piano Lessons
Piano Lessons è un singolo del gruppo musicale britannico Porcupine Tree, pubblicato nell'aprile 1999 come primo estratto dal quinto album in studio Stupid Dream.

## Descrizione
Si tratta della seconda traccia del disco ed è stato commercializzato sotto forma di CD e 7", che differiscono per il contenuto: nel primo vi appaiono le b-side Ambulance Chasing e Wake as a Gun (quest'ultimo apparso nella cassetta promozionale Insignificance e in seguito nell'edizione speciale di Signify), mentre nel secondo Ocean Have No Memory, in seguito inserito nella raccolta Recordings in una versione differente.

## Tracce
Testi e musiche di Steven Wilson, eccetto dove indicato.
CD
1. Piano Lessons – 4:23
2. Ambulance Chasing – 6:34 (Porcupine Tree)
3. Wake as Gun – 3:30

7"
- Lato A

1. Piano Lessons – 4:17

- Lato B

1. Oceans Have No Memory – 3:05

## Formazione
Hanno partecipato alle registrazioni, secondo le note di copertina di Stupid Dream:
Gruppo
- Richard Barbieri – sintetizzatore analogico, organo Hammond, mellotron
- Colin Edwin – basso, contrabbasso
- Chris Maitland – batteria, percussioni
- Steven Wilson – voce, chitarra, pianoforte, campionatore, arrangiamento strumenti ad arco, organo Hammond

Altri musicisti
- East of England Orchestra – strumenti ad arco
- Nicholas Kok – direzione orchestra
- Chris Thorpe – arrangiamento strumenti ad arco

Produzione
- Steven Wilson – produzione, missaggio
- Elliot Ness – registrazione (Foel Studio)
- Chris Thorpe – registrazione (Cedar Arts Center)

## Classifiche
| Classifica (1999) | Posizione massima |
| ----------------- | ----------------- |
| Regno Unito       | 164               |